# U 994
U 994 war ein deutsches Unterseeboot des Typs VII C, ein sogenanntes „Atlantikboot“, das im Zweiten Weltkrieg durch die Kriegsmarine in der Ostsee und im Nordmeer eingesetzt wurde.

## Technische Daten
U 994 gehörte zu einem Bauauftrag, der am 25. August 1941 an die Hamburger Werft Blohm & Voss erging und insgesamt 12 U-Boote vom Typ VII C umfasste. Ein Typ VII C-Boot erreichte, getrieben von zwei Dieselmotoren bei der Überwasserfahrt eine Geschwindigkeit von 17 Knoten, hatte eine maximale Reichweite von 6500 sm und konnte unter Wasser mithilfe der zwei Elektromotoren 7,8 Knoten Fahrt machen, bei einer maximalen Reichweite von 80 sm.

## Einsatz und Verbleib
Das Boot wurde am 2. September 1943 in Hamburg durch Leutnant zur See Wolfgang Ackermann in Dienst gestellt und nach Kiel überführt, wo es zunächst als Ausbildungsboot bei der dort stationierten 5. U-Flottille eingesetzt wurde. Kommandant Ackermann unternahm mit U 994 in dieser Zeit Übungsfahrten in der Ostsee zum Einfahren des Bootes und zum Training der Besatzung. Nach Ende der Ausbildungszeit verlegte das Boot im Juni 1944 ins norwegische Narvik. Von hier aus lief das Boot am 24. Juni zu seiner einzigen Unternehmung aus. Einsatzgebiet war die Westküste Norwegens. Hierbei wurde U 994 durch Flugzeugbombardement nachhaltig beschädigt. Am 17. Juli 1944 lief das Boot in Bergen ein.
Das Boot wurde am 9. Mai 1945 zusammen mit zwölf anderen Booten in Trondheim an die Royal Navy übergeben. Die deutschen Boote wurden nach Schottland überführt, im Loch Ryan gesammelt, und nach und nach als Ziele beim Übungsschießen versenkt. Als U 994 hierfür am 5. Dezember 1945 auf Position geschleppt werden sollte, kenterte es und versank.